# Charles Dixon
Charles Percy Dixon (Grantham, 7 februari 1873 – Londen, 7 april 1939) was een tennisspeler uit Groot-Brittannië.

## Loopbaan
Dixon speelde op de Davis Cup tussen 1909 en 1913 – hij was onderdeel van het team dat de toen zogeheten International Lawn Tennis Challenge won door de titelverdediger Australazië te verslaan in eigen huis. In 1912 won hij het dubbelspel zowel op de Australian Championships als op Wimbledon. Een jaar later prolongeerde Dixon zijn titel op Wimbledon. In het enkelspel behaalde hij tweemaal de finale van het reguliere ("all-comers") toernooi maar verloor beide keren waardoor hij niet de kans kreeg om de titelverdediger uit te dagen. In totaal won Dixon vier olympische medailles – dit aantal is alleen overtroffen door de Amerikaanse Venus Williams en de Britse Kitty McKane met vijf medailles, hij won twee bronzen medailles in het dubbelspel (1908 en 1912), een zilveren in het enkelspel in 1912 en een gouden medaille aan de zijde van Edith Hannam in het indoor gemengd dubbelspel eveneens in 1912.

## Resultaten grandslamtoernooien
| Legenda | Legenda                          |
| ------- | -------------------------------- |
| g.t.    | geen toernooi gehouden           |
| l.c.    | lagere categorie                 |
| –       | niet deelgenomen                 |
| G       | uitgeschakeld in de groepsfase   |
| 1R      | uitgeschakeld in de eerste ronde |
| 2R      | uitgeschakeld in de tweede ronde |
| 3R      | uitgeschakeld in de derde ronde  |
| 4R      | uitgeschakeld in de vierde ronde |
| KF      | uitgeschakeld in de kwartfinale  |
| HF      | uitgeschakeld in de halve finale |
| F       | de finale verloren               |
| W       | het toernooi gewonnen            |
| w-v     | winst/verlies-balans             |

### Enkelspel
| Australian Open | –  | –  | –  | – | –  | –  | –  | – | KF | –  | –  | –  | –  | –  | –  | –  | –  |
| Roland Garros   | –  | –  | –  | – | –  | –  | –  | – | –  | –  | –  | –  | –  | –  | –  | –  | –  |
| Wimbledon       | 1R | 2R | 3R | F | KF | KF | 3R | F | 3R | 4R | 1R | KF | 2R | 2R | 1R | 1R | 1R |
| US Open         | –  | –  | –  | – | –  | –  | –  | – | –  | –  | –  | –  | –  | –  | –  | –  | –  |